# Vesela Hora, Sloveanoserbsk
Vesela Hora (în ucraineană Весела Гора) este localitatea de reședință a comunei Vesela Hora din raionul Sloveanoserbsk, regiunea Luhansk, Ucraina.

## Demografie
Componența lingvistică a localității Vesela Hora
     Rusă (73,93%)
     Ucraineană (26,07%)
Conform recensământului din 2001, majoritatea populației localității Vesela Hora era vorbitoare de rusă (73,93%), existând în minoritate și vorbitori de ucraineană (26,07%).